# おやき (鳥取県)
鳥取県のおやきは、小豆の餡を、米粉を原料に作った物で包んだ、甘い菓子。

## 概要
おやきといえば、小麦粉・蕎麦粉で作った物で、野菜などの具を包むという、長野県のおやきが全国的には有名である。一方、鳥取県のおやきは、もち米、うるち米の粉を練った物で小豆の餡を包んだ菓子である。ちなみに鳥取県の隣の島根県でも、米粉やよもぎなどを練った物で小豆の餡を包むという、長野県のおやきよりも鳥取県のおやきに似ている調理法のおやきがある。
旧暦6月15日にはおやきを水神に供えたあと、家族全員で食べていた。
2009年末に鳥取県倉吉市で行われた「おじいちゃんおばあちゃんのごっつおが食べたいなコンテスト」で優勝したレシピも「おやき」で、それを受けて2010年4月に倉吉市のレトロな町並みにおやきの専門店もオープンするなどした。

## 調理法
- もち米、うるち米の粉に水を混ぜてこねる。中に小豆の餡をはさんで、両面を焼いて食す。
- 鳥取県東部（因幡地方）では、茗荷の葉を使い釜で焼いた釜焼き餅や、笹の葉を使って青葉の香りをつける。春から初夏にかけて作られることの多い料理である。
- 鳥取県倉吉市では、里芋と米粉をベースにほっこりやわらかくこね上げる製法が伝わっている。他にはかぼちゃ、じゃがいもなどその時に手に入る食材を利用して作られる。中には野菜やひき肉、よもぎなどを包むのが好まれる。餡をはさんだ甘いものも食されている。